# Sopor Aeternus & The Ensemble of Shadows
Sopor Aeternus & The Ensemble of Shadows (с лат. — «Вечный сон» и с англ. — «Ансамбль теней») — немецкий музыкальный проект, исполняющий музыку в жанре дарквейв. Сформирован в 1989 году Анной-Варни Кантодеа. Кроме Анны-Варни, на записях участвуют сессионные музыканты. В разное время в музыке сочетались элементы дарквейва, этнических или средневековых мотивов, неоклассики и электроники. В своих визуальных образах использует элементы танца буто.

## Анна-Варни Кантодеа
Варни родилась с приписанным мужским гендером, с 1997 года начинает называть себя Анна-Варни Кантодеа (нем. Anna-Varney Cantodea). В интервью употребляет по отношению к себе местоимение «он(а)» (англ. (s)he). Анна-Варни решила не проходить гормональную терапию и хирургическую коррекцию пола и сейчас называет себя «теоретической гетеросексуальной женщиной» или существом пятого рода. Анна-Варни в детстве подвергалась побоям со стороны родителей и унижениям в школе, с шести лет подвержена депрессии и уже к двенадцати годам думала о самоубийстве.
Музыкальный проект Sopor Aeternus & The Ensemble of Shadows для Анны-Варни является своеобразной самотерапией, в которой ей помогают духи, названные собирательным названием The Ensemble of Shadows (с англ. — «Ансамбль Теней»). Анна-Варни не даёт концертов, не идёт на личные контакты с прессой и очень редко выходит из дома.

## История
Идеологом и единственным участником проекта является Анна-Варни. Для записи пластинок пользуется услугами сессионных музыкантов, с каждым из которых работает наедине в студии. Но у истоков проекта стоят два человека: Анна-Варни в 1989 году в клубе «Negative» во Фpанкфурте знакомится с Холгером и вместе решают создать музыкальный проект. Совместно записывают три демо-кассеты и появляются на различных музыкальных сборниках готической направленности: Cascades (1992), This Mourning Sacrilege (1992), Fade Into The Blue (The Faces Of Life) (1993).
После выпуска кассет Холгер покидает проект, но в 1994 году Анна-Варни, благодаря лейблу «Apocalyptic Vision», выпускает свой дебютный альбом …Ich töte mich jedesmal aufs Neue, doch ich bin unsterblich, und ich erstehe wieder auf; in einer Vision des Untergangs….
Второй альбом Todeswunsch — Sous le Soleil de Saturne и третий The Inexperienced Spiral Traveller (Aus dem Schoß der Hölle Ward Geboren die Totensonne) были выпущены в 1995 и 1997 годах соответственно.
В 1998 году был издан ремиксовый альбом Voyager — The Jugglers of Jusa, в который вошла кавер-версия песни «Das Modell» группы Kraftwerk, переведённая на латынь.
В 1999 году выходит четвёртый студийный альбом Dead Lovers' Sarabande (Face One), который она посвятила Роззу Уильямсу из Christian Death. После него выходит вторая часть — Dead Lovers' Sarabande (Face Two). Шестой альбом Songs from the Inverted Womb был записан с августа по октябрь 2000 года с продюсером Тобиасом Ханом (нем. Tobias Hahn) и выпущен в 2001 году.
Для работы над седьмым альбомом Es reiten die Toten so schnell — or: The Vampyre sucking at his own Vein был выбран продюсер Джон А. Риверс (англ. John A. Rivers), работавший в восьмидесятых с Dead Can Dance. В альбом вошли перезаписанные песни с первой одноимённой демозаписи, а также некоторые песни с дебютного альбома. Риверс спродюсировал и восьмой диск — La Chambre D’Echo — Where the dead Birds sing.
В 2007 году выпускает девятый альбом Les Fleurs du Mal. Несмотря на идентичное название со сборником стихов Шарля Бодлера, Анна-Варни говорит, что ничего общего они не имеют и её альбом ближе к «Богоматери цветов» Жана Жене. В 2011 году был представлен альбом Have You Seen This Ghost?, являющийся второй частью трилогии под названием «A Triptychon of Ghosts». Первая и третья часть трилогии — мини-альбомы A Strange Thing to Say и Children of the Corn.
19 сентября 2013 года вышел альбом Poetica — All Beauty Sleeps, основанный на творчестве Эдгара По. В нём представлены как версии старых, так и новые песни на стихи американского поэта.
23 мая 2014 года был анонсирован новый студийный альбом Mitternacht. В свет альбом вышел 23 сентября 2014 года и был отмечен положительными рецензиями.

## Дискография

### Демозаписи
- Es reiten die Toten so schnell… (1989)
- Rufus (1992)
- Till Time and Times Are Done (1992)

### Альбомы
- …Ich Töte Mich Jedesmal aufs Neue, doch Ich Bin Unsterblich, und Ich Erstehe Wieder auf; in Einer Vision des Untergangs… (1994)
- Todeswunsch — Sous le Soleil de Saturne (1995)
- The Inexperienced Spiral Traveller (Aus dem Schoß der Hölle Ward Geboren die Totensonne) (1997)
- Dead Lovers' Sarabande (Face One) (1999)
- Dead Lovers' Sarabande (Face Two) (1999)
- Songs from the Inverted Womb (2001)
- Es Reiten die Toten so Schnell (or: the Vampyre Sucking at His Own Vein) (2003)
- La Chambre d’Echo — Where the Dead Birds Sing (2004)
- Les Fleurs du Mal — Die Blumen des Bösen (2007)
- A Triptychon of Ghosts (Part Two) — Have You Seen This Ghost? (2011)
- Poetica — All Beauty Sleeps (2013)
- Mitternacht (2014)
- The Spiral Sacrifice (2018)
- Death & Flamingos (2019)
- Island Of The Dead (2020)
- Alone at Sam's (An Evening with...) (2023)

### Мини-альбомы
- Ehjeh Ascher Ehjeh (1995)
- Flowers in Formaldehyde (2004)
- A Triptychon of Ghosts (Part One) — A Strange Thing to Say (2010)
- A Triptychon of Ghosts (Part Three) — Children of the Corn (2011)
- Angel of the Golden Fountain (2015)
- The Colours (2023)

### Ремикс-альбомы
- Voyager — The Jugglers of Jusa (1997)
- Sanatorium Altrosa (Musical Therapy for Spiritual Dysfunction) (2008)

### Синглы
- The Goat / The Bells Have Stopped Ringing (2005)
- In der Palästra (2007)
- Imhotep (2011)
- Reprise (2018)
- Vor Dem Tode Träumen Wir (2019)
- The Boy Must Die (2019)
- Todesschlaf (2023)

### Другое
- Like a Corpse Standing in Desperation (2005, бокс-сет)

## Видеоклипы
- The Goat (music video)
- In Der Palästra (music video)
- A Strange Thing To Say (music video)
- It Is Safe to Sleep Alone (music video)
- Children of the Corn (music video)
- Deep the eternal Forest (Version 1)
- Deep the eternal Forest (Version 2)
- Harlan schliessen" (Public Service Announcement)
- The Cartoon
- Sanatorium Altrosa (trailer)
- Les Fleurs du Mal (teaser)
- The Bells have stopped ringing (orig. clip)
- The Bells have stopped ringing (clip.2)
- And Bringer of Sadness (clip)
- The Dog Burial (clip)
- La Chambre d’Echo (album teaser)
- Dead Lovers' Sarabande — Face 1 (trailer)
- Deathhouse

## Отзывы
Французский журнал «Gloria Victis» так охарактеризовал людей, которым нравится Sopor Aeternus: «Если вы слушаете такую музыку, то вы должны стоять одной ногой в могиле, а другой в психдиспансере».